# Шахтахты
Шахтахты (азерб. Şahtaxtı) — село в Азербайджане, в Кенгерлинском районе Нахичеванской Автономной Республики. Расположено на левом берегу реки Аракс, к югу от административного центра района — посёлка Кыврак.
В селении имеются погребения эпохи бронзы и раннего железа. В 2—3 км к востоку от Шахтахты выявлены средневековые памятники X—XVI вв. Крепость Шахтахты Гявуркала относится к древнейшим поселениям на территории Азербайджана и представляет собой циклопическое укрепление.
Селение прославлено в азербайджанской литературе тем, что из него вышло большое количество выдающихся деятелей Азербайджана.

## Население
По данным «Свода статистических данных о населении Закавказского края, извлеченных из посемейных списков 1886 года» в селе Шахтахты Хокского сельского округа Нахичеванского уезда Эриванской губернии было 163 дыма и проживало 993 азербайджанцев, указанных как «татары», которые были мусульманами по вероисповеданию, из них 63 были беками, 7 — представителями шиитского духовенства, остальные — крестьянами.

## Минеральный источник
К юго-востоку от села находится одноименный минеральный источник. Вода минерального источника единственная на территории Нахчыванской Автономной Республики водородно-сульфидная, слабоминерализованная, сульфатно-гидрокарбонатная, кальциево-натриево-магниевая. Минеральная вода полезна при лечении ревматических и суставных болей.

## Расписной сосуд
Глиняный расписной сосуд относится к II тысячелетию до н. э. Является одним из наиболее известных образцов керамических изделий древнего Азербайджана. Сосуд окрашен в красный цвет и покрыт тремя поясами рисунков. Был найден в 1936 году в могильнике Кызыл-Ванк близ селения в рамках экспедиции Азербайджанского филиала Академии наук СССР. В настоящее время сосуд выставлен в Музее истории Азербайджана в Баку. 

## Баня
Одним из памятников архитектуры в селе является Шахтахтинская баня. Баня была построена во второй половине XIX века. Имеет прямоугольную форму, размером 20х10,5х6,4 м. Общая площадь 210 м2. В прошлом потребности казны в воде удовлетворялись с помощью фаянсовых труб, а сейчас эти трубы заменены железными трубами.  

## Известные уроженцы
- Зарифа Алиева — офтальмолог, академик Академии наук Азербайджана, профессор.
- Тамерлан Алиев — врач, доктор медицинских наук, профессор, заслуженный научный деятель Азербайджана, лауреат Государственной премии (1981).
- Гейдар Газиев — ветеринарный врач, кандидат ветеринарных наук, депутат Верховного Совета Нахичеванской АССР (1962—1966).
- Рашид Газибеков — министр Культуры Нахичеванской АР (1977).
- Мамед Джафаров — Герой Социалистического Труда (1949).
- Гусейн Ибрагимов — писатель, Народный писатель Азербайджана.
- Али Мамедов — Герой Социалистического Труда (1949).
- Гасан Мамедов — Герой Социалистического Труда (1949).
- Гусейн Мамедов — Герой Социалистического Труда (1949).
- Фирудин Мамедов — учёный, доктор технических наук, профессор, член-корреспондент Национальной академии наук Азербайджана (2001).
- Алирза Расизаде — просветитель, памфлетист, публицист марксизма и государственный деятель периода образования Нахичеванской АССР, член АзЦИК (1920—1923).
- Миргейдар Сеидов — Герой Социалистического Труда (1949).
- Адиль Сейидов - юрист, народный судья Худатского, Джалилабадского, Бардинского района (1957—1975)
- Гасан Сеидов — заслуженный юрист Азербайджанской Республики.
- Абульфат Шахтахтинский — полковник русской армии (1900), участник русско-японской войны (1904-05).
- Бехбуд Шахтахтинский — государственный и политический деятель, дипломат.
- Габибулла Шахтахтинский — химик, доктор химических наук, профессор, академик Академии наук Азербайджана, заслуженный деятель науки Азербайджанской Республики (1974).
- Гамид-бек Шахтахтинский — государственный деятель и публицист, 3-й министр просвещения и вероисповеданий Азербайджанской Демократической Республики.

Маммед Ализаде - председатель ДАДП (Demokratik Azərbaycan Dünyası Partiyasının)